# Les Enfants de la liberté (série télévisée d'animation)
Pour les articles homonymes, voir Les Enfants de la liberté (homonymie).
Les Enfants de la liberté est une série télévisée d'animation française diffusée en 1989 sur Canal+.

## Synopsis
Cette série met en scène le parcours de trois enfants d'origine sociale différente : Louis, Charlotte et Antoine abandonnés et spoliés de leurs biens par leur tutrice Faustine de Malcœur. Ils entreprennent un combat sans merci contre elle et son complice. Après avoir scellé un pacte, celui des « Enfants de la Liberté », ils les pourchassent à travers la France pendant la Révolution.

## Personnages
- Antoine Beauvisage
- Charlotte de Vernissac
- Louis de Vernissac
- Faustine
- Mortenoire
- Grand Loup
- Jacques
- Le Prince Calemberg
- Basile Groseiller
- Marine
- Camille
- Le Comte André

## Commentaires
Cette série a été diffusée dans le cadre du bicentenaire de la Révolution française. La chanson du générique est interprétée par Brenda Hervé.